# Sztauowanie
Sztauowanie – czynność wykonywana na jednostkach pływających przed opuszczeniem portu polegająca na dokładnym rozmieszczeniu ładunku i umocowaniu wszystkich ruchomych przedmiotów. Sztauowanie wykonuje się w celu zachowania odpowiedniej stateczności jednostki, oraz uniknięcia uszkodzeń spowodowanych przez ruchome przedmioty. W przypadku sztauowania ładunku, powinno uwzględniać się również kolejność jego wyładowywania.